# Communauté de communes Entre Nauze et Bessède
La communauté de communes Entre Nauze et Bessède est une ancienne communauté de communes française située dans le département de la Dordogne, en région Aquitaine.
Elle faisait partie du Pays du Périgord noir. Elle tirait son nom de la Nauze, un ruisseau affluent de la Dordogne et de la forêt de la Bessède.

## Histoire
La communauté de communes Entre Nauze et Bessède a été créée le 19 décembre 2000 avec douze communes pour une prise d'effet au 1er janvier 2001.
Le 31 décembre 2001, la commune de Sainte-Foy-de-Belvès qui vient de se séparer de la communauté de communes du Pays du Châtaignier y adhère également.
La fusion entre la communauté de communes Entre Nauze et Bessède et celle de la Vallée de la Dordogne est effective au 1er janvier 2014. La nouvelle entité, créée par l'arrêté préfectoral no 2013149-0009 du 29 mai 2013, porte le nom de communauté de communes Vallée de la Dordogne et Forêt Bessède.

## Composition
De 2002 à 2013, la communauté de communes Entre Nauze et Bessède regroupait treize des quatorze communes du canton de Belvès (seule Siorac-en-Périgord en était absente) :
1. Belvès
2. Carves
3. Cladech
4. Doissat
5. Grives
6. Larzac
7. Monplaisant
8. Sagelat
9. Saint-Amand-de-Belvès
10. Sainte-Foy-de-Belvès
11. Saint-Germain-de-Belvès
12. Saint-Pardoux-et-Vielvic
13. Salles-de-Belvès

## Démographie
Au 1er janvier 2013, pour sa dernière année d'existence, la communauté de communes Entre Nauze et Bessède avait une population municipale de 3 261 habitants.

## Politique et administration
| Période      | Période       | Identité            | Étiquette | Qualité                       |
| ------------ | ------------- | ------------------- | --------- | ----------------------------- |
| janvier 2001 | avril 2004    | Claudine Le Barbier | DVD       | Maire de Belvès (1996-2004)   |
| avril 2004   | décembre 2013 | Serge Orhand        | PS        | Maire de Larzac (depuis 1995) |

## Compétences
- Action sociale
- Activités périscolaires
- Aménagement rural
- Assainissement collectif
- Collecte des déchets
- Environnement
- Équipements ou établissements culturels, socioculturels, socioéducatifs ou sportifs
- Infrastructures de télécommunication (téléphonie mobile...)
- Préfiguration et fonctionnement des Pays
- Tourisme
- Voirie
- Zones d'activités industrielle, commerciale, tertiaire, artisanale ou touristique
- Zones d'aménagement concerté (ZAC)

### Sources
- Le SPLAF (Site sur la Population et les Limites Administratives de la France)
- CC Entre Nauze et Bessède, base BANATIC de la Dordogne